# Sara Symington
Sara Symington (nascida em 5 de setembro de 1969) é uma ex-ciclista profissional britânica que competiu em duas edições dos Jogos Olímpicos, em 2000, em Sydney e em 2004, em Atenas.